# Oued Zem
Oued Zem (arab. وادي زم) – miasto w Maroku. Według stanu na 2014 rok liczyło 95,267 mieszkańców. W mieście działa klub piłkarski – Rapide Oued Zem, który w sezonie 2020/2021 gra w GNF 1. Podczas kolonizacji francuskiej, Francuzi nazwali miasto „małym Paryżem” i stworzyli jezioro w kształcie mapy Francji.